# Lac Saint-Paul (Centre-du-Québec)
Lac Saint-Paul är en sjö i Kanada.   Den ligger i regionen Centre-du-Québec och provinsen Québec, i den sydöstra delen av landet, 270 km öster om huvudstaden Ottawa. Lac Saint-Paul ligger 2 meter över havet. Arean är 3,3 kvadratkilometer. Den sträcker sig 3,1 kilometer i nord-sydlig riktning, och 5,2 kilometer i öst-västlig riktning.
Trakten runt Lac Saint-Paul består till största delen av jordbruksmark. Runt Lac Saint-Paul är det ganska tätbefolkat, med 62 invånare per kvadratkilometer.